# Salterio Chludov

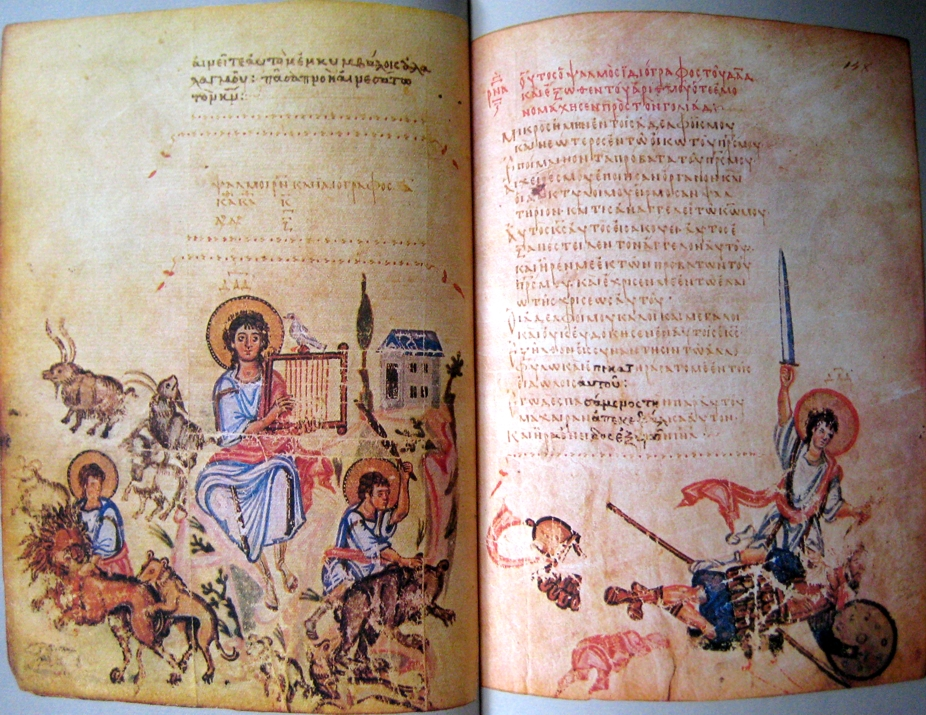
Il Salterio Chludov

Il Salterio Chludov (Mosca, Hist. Mus. MS. D.129) è un salterio miniato, con illustrazioni marginali, risalente alla metà del IX secolo. È una testimonianza unica dell'arte bizantina durante il periodo iconoclasta, ed è uno dei soli tre salteri miniati bizantini del IX secolo giunti fino a noi. 
Secondo la tradizione, le miniature furono dipinte clandestinamente e molte di esse sono caricature degli iconoclasti. Lo stile polemico dell'insieme è assai insolito ed è una dimostrazione della passione che la disputa iconoclasta aveva generato.

## Descrizione
Il salterio misura 195 mm per 150 mm e contiene 169 fogli. I margini, generalmente lasciati in bianco, sono ricoperti da illustrazioni. Il testo e i commenti sono scritti in onciale, ma molti di questi ultimi sono stati riscritti in minuscolo rudimentale circa tre secoli più tardi. L'opera contiene il Libro dei Salmi nella Septuaginta e il responsorio da cantare durante la loro recita, conformemente alla liturgia di Santa Sofia, basilica imperiale di Costantinopoli.
Molte delle miniature riportano dei commenti a lato. Piccole frecce collegano il testo principale e la miniatura cui fanno riferimento. 

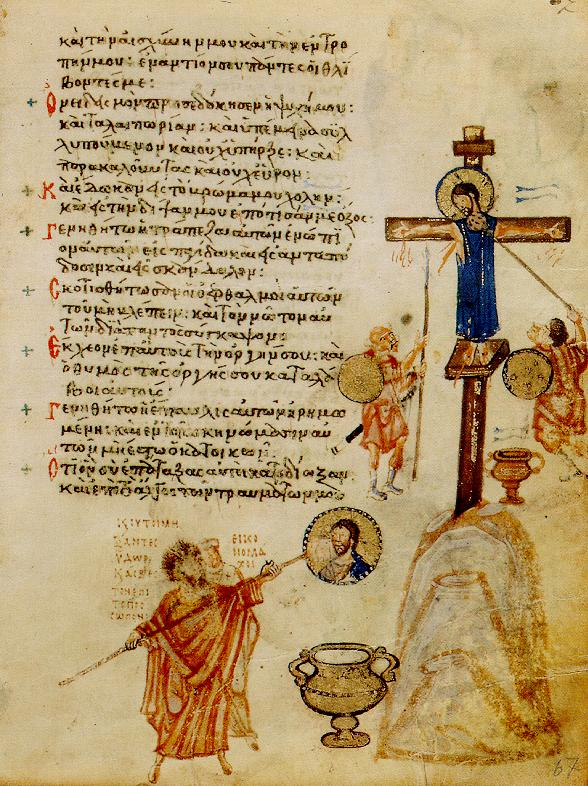
Foglio 67 del salterio

Sul foglio 67, il miniatore illustra il versetto « Mi hanno fatto mangiare fiele, e quando ho avuto sete, mi hanno fatto bere aceto» (S. LXVIII, 22) col disegno d'un soldato che offre a Cristo dell'aceto su una spugna attaccata ad una lancia. A lato vi è un disegno che rappresenta l'ultimo patriarca iconoclasta di Costantinopoli, Giovanni VII il Grammatico mentre pulisce un'Icona raffigurante Cristo, con una spugna attaccata ad una lancia. L'immagine di Giovanni è caricaturata, qui come su altre pagine, rappresentato coi capelli in disordine che si diramano in tutte le direzioni, fatto che era considerato ridicolo dagli eleganti bizantini.

## Storia
Nikodim Kondakov, storico russo, ha ipotizzato che il salterio sia stato creato nel celebre Monastero di Studio a Costantinopoli. Altri ricercatori sono dell'idea che, visto che il responsorio liturgico contenuto nel salterio è utilizzato unicamente a Santa Sofia, si tratti di un prodotto dello scriptorium imperiale di Costantinopoli, poco dopo il ritorno degli iconofili al potere nell'843.
Il salterio è stato conservato al Monte Athos fino al 1847, quando uno studioso russo lo portò a Mosca. In seguito, fu acquistato da Aleksej Chludov, da cui prese il nome con cui ancora è conosciuto. Ha fatto parte del legato Chludov al monastero del Cimitero di Preobraženskoe e poi al Museo Statale di storia di Mosca dove è ora custodito.